# San Giovanni Incarico
San Giovanni Incarico és un comune (municipi) de la província de Frosinone, a la regió italiana del Laci, situat a uns 100 km al sud-est de Roma i a uns 20 km al sud-est de Frosinone.
San Giovanni Incarico limita amb els municipis d'Arce, Ceprano, Colfelice, Falvaterra, Pastena, Pico, Pontecorvo i Roccasecca.
A 1 de gener de 2019 tenia 3.280 habitants.